# Omer Joldić
Omer Joldić (Tuzla, 1º gennaio 1977) è un ex calciatore bosniaco, di ruolo centrocampista.